# Ivan Filippovič Jankovskij
Ivan Filippovič Jankovskij (in russo Иван Филиппович Янковский?; Mosca, 30 ottobre 1990) è un attore russo.

## Biografia
Nipote di Oleg Ivanovič Jankovskij e figlio di Filipp Jankovskij, dopo gli studi alla Scuola Internazionale di Cinema RATI-GITIS presso il dipartimento di regia del laboratorio di Sergej Ženovač, è entrato a far parte della compagnia dello Studio di arti teatrali sotto la direzione di quest'ultimo. Nel 2000 ha debuttato nel mondo cinematografico nel film Prichodi na menja posmotret'.
Nel 2015 ha fatto parte del cast di Rag Union, film grazie al quale ha vinto il premio al miglior attore al XXVI festival del cinema Kinotavr, mentre l'anno successivo si è aggiudicato il premio al miglior attore protagonista del Golden Eagle Award per il film Dama pik.

## Filmografia parziale

### Attore
- Dama Pik (2016)
- Zavod (2019)
- Tekst (2019)
- Fire - Nessuna via d'uscita (in russo Огонь?, Ogon', "Fuoco"), regia di Aleksej Nužnyj (2020)
- Ne leči menja (2021)
- Slovo pacana. Krov' na asfal'te – serie TV (2023), 8 episodi – Vova Suvorov

## Riconoscimenti
- Premio per il miglior ruolo maschile del festival Kinotavr (2015)
- Premio Golden Eagle per il miglior attore (2017)
- Premio Golden Eagle per il miglior attore non protagonista (2020, 2022)